# 小行星4144
小行星4144（英語：4144 Vladvasilʹev）是一颗围绕太阳公转的小行星。1981年9月28日，柳德米拉·瓦斯列娜·朱然勒娃在克里米亚发现了此天体。
这颗小行星的绝对星等为220.346001018038等。